# IC 2974
IC 2974 је спирална галаксија у сазвјежђу Дјевица која се налази на листи објеката дубоког неба у Индекс каталогу.
Деклинација објекта је - 5° 10' 6" а ректасцензија 11h 53m 48,7s. Привидна величина (магнитуда) објекта IC 2974 износи 13,2 а фотографска магнитуда 13,9. Налази се на удаљености од 73,030 милиона парсека од Сунца. IC 2974 је још познат и под ознакама MCG -1-30-45, IRAS 11512-0453, PGC 37304.